# Мертір-Тідвіл (область)
Ме́ртір-Ті́двіл (англ. Merthyr Tydfil) — область у складі Уельсу. Розташована на півдні країни. Адміністративний центр — Мертір-Тідвіл.

## Найбільші міста
Міста з населенням понад 4 тисячі осіб:
| № | Місто         | Населення, осіб (2001) |
| - | ------------- | ---------------------- |
| 1 | Мертір-Тідвіл | 30 483                 |
| 2 | Трегарріс     | 12 716                 |
| 3 | Аберканайд    | 5 005                  |
| 4 | Мертір-Вейл   | 3 925                  |
| 5 | Ківартва      | 3 369                  |